# 50 kilometer gång för herrar i friidrott vid olympiska sommarspelen 1992
50 kilometer gång för herrar vid olympiska sommarspelen 1992 i Barcelona avgjordes 7 augusti. 

## Medaljörer
| Gren              | Guld                | Guld    | Silver                     | Silver  | Brons                    | Brons   |
| 50 kilometer gång | Andrej Perlov · OSS | 3:50.13 | Carlos Mercenario · Mexiko | 3:52.09 | Ronald Weigel · Tyskland | 3:53.45 |

## Slutliga resultat
| Placering | Final                        | Tid     |
| --------- | ---------------------------- | ------- |
|           | Andrej Perlov (EUN)          | 3:50.13 |
|           | Carlos Mercenario (MEX)      | 3:52.09 |
|           | Ronald Weigel (GER)          | 3:53.45 |
| 4.        | Valerij Spitsyn (EUN)        | 3:54.39 |
| 5.        | Roman Mrázek (TCH)           | 3:55.21 |
| 6.        | Hartwig Gauder (GER)         | 3:56.47 |
| 7.        | Valentin Kononen (FIN)       | 3:57.21 |
| 8.        | Miguel Rodríguez (MEX)       | 3:58.26 |
| 9.        | Josep Marín (ESP)            | 3:58.41 |
| 10.       | Jesús Ángel García (ESP)     | 3:58.43 |
| 11.       | Stefan Johansson (SWE)       | 3:58.56 |
| 12.       | Giuseppe de Gaetano (ITA)    | 3:59.13 |
| 13.       | Massimo Quiriconi (ITA)      | 4:00.28 |
| 14.       | Jaime Barroso (ESP)          | 4:02.08 |
| 15.       | René Piller (FRA)            | 4:02.40 |
| 16.       | Alain Lemercier (FRA)        | 4:06.31 |
| 17.       | Martial Fesselier (FRA)      | 4:07.30 |
| 18.       | Fumio Imamura (JPN)          | 4:07.45 |
| 19.       | Simon Baker (AUS)            | 4:08.11 |
| 20.       | Pascal Charrière (SUI)       | 4:08.32 |
| 21.       | Les Morton (GBR)             | 4:09.34 |
| 22.       | Takehiro Sonohara (JPN)      | 4:13.22 |
| 23.       | Carl Schueler (USA)          | 4:13.38 |
| 24.       | Tadahiro Kosaka (JPN)        | 4:14.24 |
| 25.       | José Urbano (POR)            | 4:16.31 |
| 26.       | Stefan Wögerbauer (AUT)      | 4:17.25 |
| 27.       | Pavol Szikora (TCH)          | 4:17.49 |
| 28.       | José Magalhães (POR)         | 4:20.12 |
| 29.       | Pavol Blažek (TCH)           | 4:22.33 |
| 30.       | Paul Blagg (GBR)             | 4:23.10 |
| 31.       | Harold van Beek (NED)        | 4:24.18 |
| 32.       | Herman Nelson (USA)          | 4:25.49 |
| —         | Giovanni Perricelli (ITA)    | DNF     |
| —         | Aldo Bertoldi (SUI)          | DNF     |
| —         | Marco Evoniuk (USA)          | DNF     |
| —         | Robert Korzeniowski (POL)    | DSQ     |
| —         | Guillaume LeBlanc (CAN)      | DSQ     |
| —         | Germán Sánchez (MEX)         | DSQ     |
| —         | Aleksandr Potasjov (EUN)     | DSQ     |
| —         | Tim Berrett (CAN)            | DSQ     |
| —         | Godfried De Jonckheere (BEL) | DSQ     |
| —         | José Pinto (POR)             | DSQ     |
| —         | Li Mingcai (CHN)             | DNS     |